# Antarchaea sacraria
Antarchaea sacraria är en fjärilsart som beskrevs av Felder 1874. Antarchaea sacraria ingår i släktet Antarchaea och familjen nattflyn. Inga underarter finns listade i Catalogue of Life.